# Kupellonura racovitzai
Kupellonura racovitzai is een pissebed uit de familie Hyssuridae. De wetenschappelijke naam van de soort is voor het eerst geldig gepubliceerd in 1985 door George & Negoescu.